# نوشیروان مصطفی
نوشیروان مصطفی امین (به کردی: نه‌وشیروان مسته‌فا ئه‌مین)(زاده ۱۹۴۴ سلیمانیه - درگذشته ۱۹ مه ۲۰۱۷ سلیمانیه) رهبر حزب جنبش تغییر بود.

## زندگی
نوشیروان مصطفی در سال ۱۹۴۴ در سلیمانیه به دنیا آمد. در سال‌های ۶۰ مبارزات سیاسی خود را آغاز کرد. در سال ۱۹۷۵ به همراه جلال طالبانی، حزب اتحادیه میهنی کردستان را تأسیس کرد. او در سال ۲۰۰۶ در اعتراض به آنچه که فساد اصلاح‌ناپذیر در این حزب خوانده می‌شد، حزب گوران را تأسیس کرد.
در سال ٢٠٠٩ حزب گوران توانست در اولین دور انتخابات خودش ٢٥ کرسی مجلس کردستان را بدست آورد. نوشیروان مصطفی در ۲۹ اردیبهشت ۱۳۹۶ درگذشت.